# Liste der Bodendenkmäler in Oberau
Auf dieser Seite sind die Bodendenkmäler in der oberbayerischen Gemeinde Oberau zusammengestellt. Diese Tabelle ist eine Teilliste der Liste der Bodendenkmäler in Bayern. Grundlage ist die Bayerische Denkmalliste, die auf Basis des Bayerischen Denkmalschutzgesetzes vom 1. Oktober 1973 erstmals erstellt wurde und seither durch das Bayerische Landesamt für Denkmalpflege geführt wird. Die folgenden Angaben ersetzen nicht die rechtsverbindliche Auskunft der Denkmalschutzbehörde.

## Bodendenkmäler der Gemeinde

### Bodendenkmäler in der Gemarkung Oberau
| Lage                              | Objekt | Akten-Nr.     | Bild                                                          |
| --------------------------------- | --- | ------------- | ------------------------------------------------------------- |
| Oberau (Standort)                 | Körpergräber des frühen Mittelalters. | D-1-8432-0031 |                                                               |
| Oberau (Standort)                 | Straße der römischen Kaiserzeit. | D-1-8432-0037 |                                                               |
| Oberau Am Kirchbichl 6 (Standort) | Untertägige spätmittelalterliche und frühneuzeitliche Befunde im Bereich der Kapelle St. Georg in Oberau und ihres Vorgängerbaus mit zugehörigem Friedhof. | D-1-8432-0059 | Untertägige spätmittelalterliche und frühneuzeitliche Befunde |